# Список таксонов грибов
Система грибов и грибоподобных организмов согласно базе данных Catalogue of Life 

(основные таксоны до ранга семейства)
Полужирным шрифтом выделены таксоны, русские названия которых найдены в литературе, остальные транскрибированы с латинского языка.

## ЦарствоChromista
- Отдел Hyphochytriomycota — Гифохитриомикота
  - Класс Hyphochytriomycetes — Гифохитриомицеты
    - Порядок Hyphochytriales — Гифохитриевые
      - Семейство Hyphochytriaceae — Гифохитриевые
      - Семейство Rhizidiomycetaceae — Ризидиомицетовые
- Отдел Labyrinthista [syn.  Labyrinthulomycota — Лабиринтуломикота, или сетчатые слизевики]
  - Класс Labyrinthulea [syn.  Labyrinthulomycetes — Лабиринтуловые]
    - Порядок Labyrinthulales
      - Семейство Labyrinthulaceae

    - Порядок Thraustochytriales [syn.  Thraustochytridiomycetes — класс Траустохитридиомицеты]
      - Семейство Thraustochytriaceae
- Отдел Oomycota — Оомикота
  - Класс Oomycetes — Оомицеты
    - Порядок Albuginales
      - Семейство Albuginaceae — Альбуговые

    - Порядок Lagenismatales — Лагенисмовые
      - Семейство Lagenismataceae

    - Порядок Leptomitales — Лептомитовые
      - Семейство Apodachlyellaceae
      - Семейство Ducellieriaceae
      - Семейство Leptolegniellaceae — Лептолегниелловые
      - Семейство Leptomitaceae — Лептомитовые

    - Порядок Myzocytiopsidales — Мизоцитиопсидные
      - Семейство Crypticolaceae — Криптиколовые
      - Семейство Ectrogellaceae — Эктрогелловые
      - Семейство Myzocytiopsidaceae
      - Семейство Pontismataceae — Понтисмовые
      - Семейство Sirolpidiaceae — Сирольпидиевые

    - Порядок Olpidiopsidales — Ольпидиопсидовые
      - Семейство Olpidiopsidaceae

    - Порядок Peronosporales — Пероноспоровые
      - Семейство Peronosporaceae

    - Порядок Pythiales — Питиевые
      - Семейство Pythiaceae — Питиевые
      - Семейство Pythiogetonaceae — Питиогетоновые

    - Порядок Rhipidiales — Рипидиевые
      - Семейство Rhipidiaceae

    - Порядок Salilagenidiales — Салилагенидиевые
      - Семейство Salilagenidiaceae

    - Порядок Saprolegniales — Сапролегниевые
      - Семейство Leptolegniaceae — Лептолегниевые
      - Семейство Saprolegniaceae — Сапролегниевые

    - Семейства класса Oomycetes, не отнесённые к порядкам:
      - Eurychasmataceae

  - Порядки отдела Oomycota, не отнесённые к классам:
    - Anisolpidiales
      - Семейство Anisolpidiaceae

    - Haptoglossales
      - Семейство Haptoglossaceae

    - Rozellopsidales
      - Семейство Pseudosphaeritaceae
      - Семейство Rozellopsidaceae

  - Семейства  отдела Oomycota, не отнесённые к классам и порядкам:
    -       - Lagenaceae

## ЦарствоFungi

### ОтделAscomycota
- Отдел Ascomycota — Аскомикота, или сумчатые грибы

#### КлассArchaeorhizomycetes
- - Класс Archaeorhizomycetes
    - Порядок Archaeorhizomycetales
      - Семейство Archaeorhizomycetaceae

#### КлассArthoniomycetes
- - Класс Arthoniomycetes — Артониомицеты
    - Порядок Arthoniales — Артониевые
      - Семейство Arthoniaceae — Артониевые[4]
      - Семейство Chrysothricaceae — Хризотриксовые[5]
      - Семейство Melaspileaceae
      - Семейство Roccellaceae — Роччеллиевые[4]

#### КлассConiocybomycetes
- - Класс Coniocybomycetes
    - Порядок Coniocybales
      - Семейство Coniocybaceae — Кониоцибовые

#### КлассDothideomycetes
- - Класс Dothideomycetes — Дотидеомицеты[6]
    - Порядок Acrospermales — Акроспермовые
      - Семейство Acrospermaceae

    - Порядок Botryosphaeriales — Ботриосфериевые
      - Семейство Botryosphaeriaceae

    - Порядок Capnodiales — Капнодиальные
      - Семейство Antennulariellaceae — Антеннуляриелловые
      - Семейство Asterinaceae — Астериновые
      - Семейство Capnodiaceae — Капнодиевые
      - Семейство Davidiellaceae — Давидиелловые
      - Семейство Euantennariaceae — Эуантеннариевые
      - Семейство Metacapnodiaceae — Метакапнодиевые
      - Семейство Mycosphaerellaceae — Микосферелловые
      - Семейство Piedraiaceae
      - Семейство Schizothyriaceae — Схизотириевые
      - Семейство Teratosphaeriaceae — Тератосфериевые

    - Порядок Dothideales — Дотидеальные, или Дотидеевые
      - Семейство Coccoideaceae — Коккоидеевые
      - Семейство Dothideaceae — Дотидеевые
      - Семейство Dothioraceae — Дотиоровые
      - Семейство Planistromellaceae — Планистромелловые

    - Порядок Hysteriales — Гистериальные
      - Семейство Hysteriaceae — Гистериевые

    - Порядок Jahnulales — Янулальные
      - Семейство Aliquandostipitaceae

    - Порядок Meliolales — Мелиолальные
      - Семейство Meliolaceae — Мелиоловые

    - Порядок Microthyriales — Микротириальные
      - Семейство Aulographaceae — Аулографовые
      - Семейство Leptopeltidaceae — Лептопелтидовые
      - Семейство Microthyriaceae — Микротириевые

    - Порядок Myriangiales — Мириангиальные, или Мириангиевые
      - Семейство Cookellaceae — Кукелловые
      - Семейство Elsinoaceae
      - Семейство Myriangiaceae — Мириангиевые

    - Порядок Patellariales — Пателлариальные
      - Семейство Patellariaceae — Пателлариевые

    - Порядок Pleosporales — Плеоспоральные, или Плеоспоровые
      - Семейство Arthopyreniaceae — Артопирениевые[4]
      - Семейство Corynesporascaceae — Коринеспорасковые
      - Семейство Cucurbitariaceae — Кукурбитариевые
      - Семейство Dacampiaceae — Дакампиевые
      - Семейство Delitschiaceae — Деличиевые
      - Семейство Diademaceae — Диадемовые
      - Семейство Didymosphaeriaceae — Дидимосфериевые
      - Семейство Dothidotthiaceae — Дотидоттиевые
      - Семейство Fenestellaceae — Фенестелловые
      - Семейство Leptosphaeriaceae — Лептосфериевые
      - Семейство Lophiostomataceae — Лофиостомовые
      - Семейство Massarinaceae — Массариновые
      - Семейство Melanommataceae — Меланоммовые[6]
      - Семейство Montagnulaceae
      - Семейство Mytilinidiaceae — Митилинидиевые
      - Семейство Naetrocymbaceae — Нетроцимбовые
      - Семейство Parodiellaceae — Пародиелловые
      - Семейство Phaeosphaeriaceae — Феосфериевые
      - Семейство Phaeotrichaceae — Феотриховые
      - Семейство Pleomassariaceae — Плеомассариевые
      - Семейство Pleosporaceae — Плеоспоровые
      - Семейство Sporormiaceae — Спорормиевые
      - Семейство Testudinaceae
      - Семейство Tubeufiaceae
      - Семейство Venturiaceae — Вентуриевые
      - Семейство Zopfiaceae — Зопфиевые

    - Порядок Trypetheliales — Трипетелиальные
      - Семейство Trypetheliaceae — Трипетелиевые

    - Семейства дотидеомицетов, не отнесённые к порядкам:
      - Argynnaceae — Аргинновые
      - Ascoporiaceae — Аскопориевые
      - Aspidotheliaceae — Аспидотелиевые
      - Brefeldiellaceae — Брефельдиелловые
      - Diporothecaceae — Дипоротековые
      - Englerulaceae — Энглеруловые
      - Eoterfeziaceae — Эотерфециевые
      - Eremomycetaceae — Эремомицетовые
      - Hypsostromataceae — Гипсостромовые
      - Koralionastetaceae — Коралионастевые
      - Lautosporaceae — Лаутоспоровые
      - Lichenotheliaceae — Лихенотелиевые
      - Mastodiaceae — Мастодиевые
      - Meliolinaceae — Мелиолиновые
      - Mesnieraceae
      - Micropeltidaceae
      - Microtheliopsidaceae
      - Moriolaceae — Мориоловые
      - Mycoporaceae — Микопоровые[4]
      - Myxotrichaceae — Миксотриховые
      - Parmulariaceae — Пармуляриевые
      - Parodiopsidaceae — Пародиопсидовые
      - Phaneromycetaceae — Фанеромицетовые
      - Phillipsiellaceae — Филлипсиелловые
      - Phyllobatheliaceae — Филлобателиевые
      - Polystomellaceae — Полистомелловые
      - Protoscyphaceae — Протосцифовые
      - Pseudeurotiaceae — Псевдэуроциевые
      - Pseudoperisporiaceae — Псевдопериспориевые
      - Pyrenothricaceae — Пиренотриковые
      - Roesleriaceae — Реслериевые
      - Saccardiaceae — Саккардиевые
      - Seuratiaceae
      - Thrombiaceae — Тромбиевые
      - Vizellaceae — Визелловые

#### КлассEurotiomycetes
- - Класс Eurotiomycetes — Эуроциомицеты
    - Порядок Arachnomycetales — Арахномицетовые
      - Семейство Arachnomycetaceae

    - Порядок Ascosphaerales — Аскосферовые
      - Семейство Ascosphaeraceae

    - Порядок Chaetothyriales — Хетотириевые
      - Семейство Chaetothyriaceae
      - Семейство Coccodiniaceae — Коккодиниевые
      - Семейство Herpotrichiellaceae — Герпотрихиелловые

    - Порядок Coryneliales — Коринелиевые
      - Семейство Coryneliaceae

    - Порядок Eurotiales — Эуроциевые
      - Семейство Elaphomycetaceae — Элафомицетовые
      - Семейство Thermoascaceae — Термоасковые
      - Семейство Trichocomaceae — Трихокомовые

    - Порядок Mycocaliciales — Микокалициевые
      - Семейство Mycocaliciaceae
      - Семейство Sphinctrinaceae — Сфинктриновые

    - Порядок Onygenales — Онигеновые
      - Семейство Ajellomycetaceae
      - Семейство Arthrodermataceae — Артродермовые
      - Семейство Gymnoascaceae — Гимноасковые
      - Семейство Onygenaceae — Онигеновые

    - Порядок Pyrenulales — Пиренулевые[4]
      - Семейство Celotheliaceae — Целотелиевые
      - Семейство Massariaceae — Массариевые
      - Семейство Monoblastiaceae — Монобластиевые
      - Семейство Pyrenulaceae — Пиренулевые
      - Семейство Requienellaceae

    - Порядок Verrucariales — Веррукариевые
      - Семейство Adelococcaceae — Аделококковые
      - Семейство Verrucariaceae — Веррукариевые[4]

    - Семейства эуроциомицетов, не отнесённые к порядкам:
      - Amorphothecaceae — Аморфотековые
      - Eremascaceae — Эремасковые
      - Monascaceae — Монасковые
      - Strigulaceae — Стригуловые

#### КлассGeoglossomycetes
- - Класс Geoglossomycetes — Геоглоссомицеты
    - Порядок Geoglossales — Геоглоссовые
      - Семейство Geoglossaceae — Геоглоссовые

#### КлассLaboulbeniomycetes
- - Класс Laboulbeniomycetes — Лабульбениомицеты
    - Порядок Laboulbeniales — Лабульбениевые
      - Семейство Ceratomycetaceae — Цератомицетовые
      - Семейство Euceratomycetaceae — Эуцератомицетовые
      - Семейство Herpomycetaceae — Герпомицетовые
      - Семейство Laboulbeniaceae

    - Порядок Pyxidiophorales — Пиксидиофоровые
      - Семейство Pyxidiophoraceae

#### КлассLecanoromycetes
- - Класс Lecanoromycetes — Леканоромицеты
    - Порядок Acarosporales — Акароспоровые
      - Семейство Acarosporaceae — Акароспоровые[7]

    - Порядок Agyriales — Агириевые
      - Семейство Agyriaceae — Агириевые[5]

    - Порядок Baeomycetales — Беомицетовые
      - Семейство Anamylopsoraceae — Анамилоспоровые[5]
      - Семейство Baeomycetaceae — Беомицетовые[7]
      - Семейство Trapeliaceae — Трапелиевые[8]

    - Порядок Candelariales — Канделяриевые
      - Семейство Candelariaceae — Канделяриевые

    - Порядок Lecanorales — Леканоровые
      - Семейство Biatorellaceae
      - Семейство Calycidiaceae — Калицидиевые
      - Семейство Catillariaceae — Катиляриевые[8]
      - Семейство Cladoniaceae — Кладониевые
      - Семейство Gypsoplacaceae — Гипсоплаковые[5]
      - Семейство Haematommataceae — Гематоммовые
      - Семейство Lecanoraceae — Леканоровые[9]
      - Семейство Malmideaceae
      - Семейство Megalariaceae — Мегалариевые[8]
      - Семейство Miltideaceae — Милтидеевые
      - Семейство Mycoblastaceae — Микобластовые[5]
      - Семейство Parmeliaceae — Пармелиевые[9]
      - Семейство Pilocarpaceae — Пилокарповые[4]
      - Семейство Psoraceae — Псоровые[5]
      - Семейство Ramalinaceae — Рамалиновые[5]
      - Семейство Scoliciosporaceae — Сколициоспоровые
      - Семейство Sphaerophoraceae — Сферофоровые[10]
      - Семейство Stereocaulaceae — Стереокаулоновые[11]

    - Порядок Ostropales — Остроповые
      - Семейство Coenogoniaceae — Ценогониевые[10]
      - Семейство Gomphillaceae — Гомфилловые[5]
      - Семейство Graphidaceae — Графидовые
      - Семейство Gyalectaceae — Гиалектовые[10]
      - Семейство Myeloconidiaceae — Миелоконидиевые
      - Семейство Odontotremataceae — Одонтотремовые
      - Семейство Phlyctidaceae — Фликтисовые[5]
      - Семейство Porinaceae — Пориновые
      - Семейство Stictidaceae — Стиктидовые

    - Порядок Peltigerales — Пельтигеровые
      - Семейство Coccocarpiaceae — Коккокарпиевые
      - Семейство Collemataceae — Коллемовые[10]
      - Семейство Lobariaceae — Лобариевые
      - Семейство Massalongiaceae — Массалонговые
      - Семейство Nephromataceae — Нефроматовые
      - Семейство Pannariaceae — Паннариевые[10]
      - Семейство Peltigeraceae — Пельтигеровые[10]
      - Семейство Placynthiaceae — Плацинтиевые
      - Семейство Vahliellaceae

    - Порядок Pertusariales — Пертузариевые
      - Семейство Coccotremataceae — Коккотремовые
      - Семейство Icmadophilaceae — Икмадофиловые
      - Семейство Megasporaceae — Мегаспоровые
      - Семейство Ochrolechiaceae — Охролехиевые
      - Семейство Pertusariaceae — Пертузариевые[9]

    - Порядок Teloschistales — Телосхистовые
      - Семейство Letrouitiaceae — Летруитиевые
      - Семейство Megalosporaceae — Мегалоспоровые
      - Семейство Physciaceae — Фисциевые[5]
      - Семейство Teloschistaceae — Телосхистовые[12]

    - Порядок Umbilicariales — Умбиликариевые
      - Семейство Umbilicariaceae — Умбиликариевые[7]

    - Семейства леканоромицетов, не отнесённые к порядкам:
      - Семейство Arctomiaceae — Арктомиевые
      - Семейство Arthorhaphidaceae — Арторафидовые[5]
      - Семейство Brigantiaeaceae — Бригантиевые
      - Семейство Elixiaceae — Эликсиевые
      - Семейство Fuscideaceae — Фусцидеевые[12]
      - Семейство Hymeneliaceae — Гименелиевые
      - Семейство Lecideaceae — Лецидеевые[13]
      - Семейство Ophioparmaceae — Офиопармовые
      - Семейство Protothelenellaceae — Прототеленелловые
      - Семейство Rhizocarpaceae — Ризокарповые[8]
      - Семейство Ropalosporaceae — Ропалоспоровые
      - Семейство Sarrameanaceae — Саррамеановые
      - Семейство Schaereriaceae — Шерериевые
      - Семейство Thelenellaceae — Теленелловые

#### КлассыLeotiomycetes—Orbiliomycetes
- - Класс Leotiomycetes — Леоциомицеты
    - Порядок Cyttariales — Циттариевые
      - Семейство Cyttariaceae

    - Порядок Erysiphales — Эризифовые
      - Семейство Amorphothecaceae — Аморфотековые
      - Семейство Erysiphaceae — Эризифовые

    - Порядок Helotiales — Гелоциевые
      - Семейство Ascocorticiaceae — Аскокортициевые
      - Семейство Dermateaceae — Дерматеевые
      - Семейство Helotiaceae
      - Семейство Hemiphacidiaceae — Гемифацидиевые
      - Семейство Hyaloscyphaceae — Гиалосцифовые
      - Семейство Loramycetaceae — Лорамицетовые
      - Семейство Phacidiaceae — Фацидиевые
      - Семейство Rutstroemiaceae — Рутстрёмиевые
      - Семейство Sclerotiniaceae — Склеротиниевые
      - Семейство Vibrisseaceae — Вибриссеевые

    - Порядок Leotiales — Леоциевые
      - Семейство Bulgariaceae — Булгариевые
      - Семейство Leotiaceae — Леоциевые

    - Порядок Medeolariales
      - Семейство Medeolariaceae

    - Порядок Rhytismatales — Ритизмовые
      - Семейство Ascodichaenaceae — Аскодихеновые
      - Семейство Cudoniaceae — Кудониевые
      - Семейство Rhytismataceae — Ритисмовые

    - Порядок Thelebolales — Телеболовые
      - Семейство Thelebolaceae

    - Семейства леоциомицетов, не отнесённые к порядкам:
      - Thelocarpaceae — Телокарповые[4]
      - Vezdaeaceae — Вездеевые[5]

  - Класс Lichinomycetes — Лихиномицеты
    - Порядок Lichinales — Лихиновые
      - Семейство Gloeoheppiaceae — Глеогеппиевые
      - Семейство Heppiaceae — Геппиевые
      - Семейство Lichinaceae — Лихиновые[10]
      - Семейство Peltulaceae — Пельтуловые

  - Класс Neolectomycetes — Неолектомицеты
    - Порядок Neolectales — Неолектовые
      - Семейство Neolectaceae

  - Класс Orbiliomycetes — Орбилиомицеты
    - Порядок Orbiliales — Орбилиевые
      - Семейство Orbiliaceae

#### Классы Pezizomycetes — Schizosaccharomycetes
- - Класс Pezizomycetes — Пецицомицеты
    - Порядок Pezizales — Пецицевые, или оперкулятные дискомицеты
      - Семейство Ascobolaceae — Аскоболовые
      - Семейство Ascodesmidaceae — Аскодсмидовые
      - Семейство Caloscyphaceae — Калосцифовые
      - Семейство Carbomycetaceae — Карбомицетовые
      - Семейство Chorioactidaceae — Хориоактидные
      - Семейство Discinaceae — Дисциновые
      - Семейство Glaziellaceae
      - Семейство Helvellaceae — Гельвелловые, или Лопастниковые
      - Семейство Karstenellaceae — Карстенелловые
      - Семейство Morchellaceae — Моршелловые, или Сморчковые
      - Семейство Pezizaceae — Пецицевые
      - Семейство Pyronemataceae — Пиронемовые
      - Семейство Rhizinaceae — Ризиновые
      - Семейство Sarcoscyphaceae — Саркосцифовые
      - Семейство Sarcosomataceae — Саркосомовые
      - Семейство Tuberaceae — Трюфелевые

  - Класс Pneumocystidomycetes — Пневмоцистидомицеты
    - Порядок Pneumocystidales — Пневмоцистидные
      - Семейство Pneumocystidaceae

  - Класс Saccharomycetes — Сахаромицеты
    - Порядок Saccharomycetales — Сахаромицетовые
      - Семейство Ascoideaceae — Аскоидеевые
      - Семейство Cephaloascaceae — Цефалоасковые
      - Семейство Debaryomycetaceae
      - Семейство Dipodascaceae — Диподасковые
      - Семейство Endomycetaceae — Эндомицетовые
      - Семейство Eremotheciaceae — Эремотециевые
      - Семейство Lipomycetaceae — Липомицетовые
      - Семейство Metschnikowiaceae — Мечниковиевые
      - Семейство Phaffomycetaceae — Пфаффомицнтовые
      - Семейство Pichiaceae — Пихиевые
      - Семейство Saccharomycetaceae
      - Семейство Saccharomycodaceae — Сахаромикодовые
      - Семейство Saccharomycopsidaceae — Сахаромикопсидовые
      - Семейство Trichomonascaceae — Трихомонасковые

  - Класс Schizosaccharomycetes — Схизосахаромицеты, или делящиеся дрожжи
    - Порядок Schizosaccharomycetales — Схизосахаромицетовые
      - Семейство Schizosaccharomycetaceae

#### Классы Sordariomycetes, Taphrinomycetes
- - Класс Sordariomycetes — Сордариомицеты [6]
    - Порядок Boliniales — Болиниевые
      - Семейство Boliniaceae
      - Семейство Catabotrydaceae — Катаботридовые

    - Порядок Calosphaeriales — Калосфериевые
      - Семейство Calosphaeriaceae
      - Семейство Pleurostomataceae — Плевростомовые

    - Порядок Chaetosphaeriales — Хетосфериевые
      - Семейство Chaetosphaeriaceae

    - Порядок Coniochaetales — Кониохетовые
      - Семейство Coniochaetaceae

    - Порядок Coronophorales — Коронофоровые
      - Семейство Bertiaceae — Бертиевые
      - Семейство Chaetosphaerellaceae — Хетосферелловые
      - Семейство Nitschkiaceae

    - Порядок Diaporthales — Диапортовые
      - Семейство Cryphonectriaceae — Крифонектриевые
      - Семейство Diaporthaceae
      - Семейство Gnomoniaceae — Гномониевые
      - Семейство Melanconidaceae — Меланконидовые
      - Семейство Melogrammataceae — Мелограммовые
      - Семейство Pseudovalsaceae — Псевдовальсовые
      - Семейство Schizoparmaceae — Схизопармовые
      - Семейство Sydowiellaceae
      - Семейство Togniniaceae — Тоньиниевые
      - Семейство Valsaceae — Вальсовые

    - Порядок Hypocreales — Гипокрейные
      - Семейство Bionectriaceae — Бионектриевые
      - Семейство Clavicipitaceae — Клавицепсовые, или Спорыньёвые
      - Семейство Cordycipitaceae — Кордицепсовые
      - Семейство Hypocreaceae — Гипокрейные
      - Семейство Nectriaceae — Нектриевые
      - Семейство Niessliaceae — Нисслиевые
      - Семейство Ophiocordycipitaceae — Офиокордицепсовые

    - Порядок Lulworthiales
      - Семейство Hispidicarpomycetaceae — Гиспидикарпомицетовые
      - Семейство Lulworthiaceae
      - Семейство Spathulosporaceae — Спатулоспоровые

    - Порядок Melanosporales — Меланоспоровые
      - Семейство Ceratostomataceae — Цератостомовые

    - Порядок Microascales — Микроасковые
      - Семейство Ceratocystidaceae — Цератоцистидные
      - Семейство Chadefaudiellaceae
      - Семейство Halosphaeriaceae — Галосфериевые
      - Семейство Microascaceae

    - Порядок Ophiostomatales — Офиостомовые[6]
      - Семейство Ophiostomataceae

    - Порядок Phyllachorales — Филлахоровые
      - Семейство Phaeochoraceae — Феохоровые
      - Семейство Phyllachoraceae

    - Порядок Sordariales — Сордариевые
      - Семейство Cephalothecaceae — Цефалотековые
      - Семейство Chaetomiaceae — Хетомиевые
      - Семейство Helminthosphaeriaceae — Гельминтосфериевые
      - Семейство Lasiosphaeriaceae — Лазиосфериевые
      - Семейство Sordariaceae — Сордариевые

    - Порядок Trichosphaeriales — Трихосфериевые
      - Семейство Trichosphaeriaceae

    - Порядок Xylariaceae — Ксиляриевые
      - Семейство Amphisphaeriaceae — Амфисфериевые
      - Семейство Cainiaceae
      - Семейство Clypeosphaeriaceae — Клипеосфериевые
      - Семейство Diatrypaceae — Диатриповые
      - Семейство Graphostromataceae — Графостромовые
      - Семейство Hyponectriaceae — Гипонектриевые
      - Семейство Iodosphaeriaceae — Иодосфериевые
      - Семейство Myelospermataceae — Миелоспермовые
      - Семейство Xylariaceae — Ксиляриевые

    - Семейства сордариомицетов, не отнесённые к порядкам:
      - Annulatascaceae
      - Apiosporaceae
      - Batistiaceae
      - Glomerellaceae
      - Kathistaceae
      - Magnaporthaceae
      - Obryzaceae
      - Papulosaceae
      - Plectosphaerellaceae
      - Thyridiaceae
      - Vialaeaceae

- - Класс Taphrinomycetes — Тафриномицеты [syn.  Archiascomycetes — Археаскомицеты]
    - Порядок Taphrinales — Тафриновые
      - Семейство Protomycetaceae — Протомицетовые
      - Семейство Taphrinaceae

#### ПорядкиAscomycota, не отнесённые к классам
- -     - Lahmiales
      - Семейство Lahmiaceae

    - Triblidiales
      - Семейство Triblidiaceae

#### СемействаAscomycota, не отнесённые к порядкам и классам
- -     -       - Aphanopsidaceae — Афанопсидиевые
      - Epigloeaceae — Эпиглеевые
      - Lyrommataceae
      - Microcaliciaceae — Микрокалициевые
      - Xanthopyreniaceae — Ксантопирениевые

### ОтделBasidiomycota
- Отдел Basidiomycota — Базидиомикота

#### Класс Agaricomycetes
- - Класс Agaricomycetes — Агарикомицеты
    - Порядок Agaricales — Агариковые
      - Семейство Agaricaceae — Агариковые, или Шампиньоновые
      - Семейство Amanitaceae — Аманитовые, или Мухоморовые
      - Семейство Bolbitiaceae — Больбитиевые
      - Семейство Broomeiaceae — Брумеевые
      - Семейство Clavariaceae — Клавариевые, или Рогатиковые
      - Семейство Cortinariaceae — Кортинариевые, или Паутинниковые
      - Семейство Cyphellaceae — Цифелловые
      - Семейство Entolomataceae — Энтоломовые
      - Семейство Fistulinaceae — Фистулиновые
      - Семейство Gigaspermaceae — Гигаспермовые
      - Семейство Hemigasteraceae — Гемигастеровые
      - Семейство Hydnangiaceae — Гиднангиевые
      - Семейство Hygrophoraceae — Гигрофоровые
      - Семейство Inocybaceae — Волоконницевые
      - Семейство Lyophyllaceae — Лиофилловые
      - Семейство Marasmiaceae — Негниючниковые
      - Семейство Mycenaceae — Миценовые
      - Семейство Niaceae
      - Семейство Phelloriniaceae — Феллориниевые
      - Семейство Physalacriaceae — Физалакриевые
      - Семейство Pleurotaceae — Плевротовые, или Вешенковые
      - Семейство Pluteaceae — Плютеевые
      - Семейство Psathyrellaceae — Псатирелловые [syn.  Coprinaceae — Коприновые, или Навозниковые]
      - Семейство Pterulaceae — Птеруловые
      - Семейство Schizophyllaceae — Схизофилловые, или Щелелистниковые
      - Семейство Strophariaceae — Строфариевые
      - Семейство Tapinellaceae — Тапинелловые
      - Семейство Tricholomataceae — Трихоломовые, или Рядовковые
      - Семейство Typhulaceae — Тифуловые

    - Порядок Atheliales — Ателиевые
      - Семейство Atheliaceae

    - Порядок Auriculariales — Аурикуляриевые
      - Семейство Auriculariaceae

    - Порядок Boletales — Болетовые
      - Семейство Amylocorticiaceae — Амилокортициевые
      - Семейство Boletaceae — Болетовые
      - Семейство Boletinellaceae — Болетинелловые
      - Семейство Calostomataceae — Калостомовые
      - Семейство Coniophoraceae — Кониофоровые
      - Семейство Diplocystidiaceae — Диплоцистидиевые
      - Семейство Gasterellaceae — Гастерелловые
      - Семейство Gastrosporiaceae — Гастроспоровые
      - Семейство Gomphidiaceae — Гомфидиевые, или Мокруховые
      - Семейство Gyroporaceae — Гиропоровые
      - Семейство Hygrophoropsidaceae — Гигрофоропсидовые
      - Семейство Paxillaceae — Паксилловые, или Свинушковые
      - Семейство Protogastraceae — Протогастровые
      - Семейство Rhizopogonaceae — Ризопогоновые
      - Семейство Sclerodermataceae — Склеродермовые, или Ложнодождевиковые
      - Семейство Sclerogastraceae — Склерогастровые
      - Семейство Serpulaceae — Серпуловые
      - Семейство Suillaceae — Маслёнковые

    - Порядок Cantharellales — Кантарелловые, или Лисичковые
      - Семейство Aphelariaceae — Афеляриевые
      - Семейство Botryobasidiaceae — Ботриобазидиевые
      - Семейство Cantharellaceae — Кантарелловые, или Лисичковые
      - Семейство Ceratobasidiaceae — Цератобазидиевые
      - Семейство Clavulinaceae — Клавулиновые
      - Семейство Hydnaceae — Гидновые, или Ежовиковые
      - Семейство Tulasnellaceae — Туласнелловые

    - Порядок Corticiales — Кортициевые
      - Семейство Corticiaceae

    - Порядок Geastrales — Геастровые
      - Семейство Geastraceae

    - Порядок Gloeophyllales — Глеофилловые
      - Семейство Gloeophyllaceae

    - Порядок Gomphales — Гомфовые
      - Семейство Clavariadelphaceae — Клавариадельфовые
      - Семейство Gomphaceae — Гомфовые
      - Семейство Lentariaceae — Лентариевые

    - Порядок Hymenochaetales — Гименохетовые
      - Семейство Hymenochaetaceae — Гименохетовые
      - Семейство Schizoporaceae

    - Порядок Hysterangiales — Гистерангиевые
      - Семейство Gallaceaceae — Галлацеевые
      - Семейство Hysterangiaceae — Гистерангиевые
      - Семейство Mesophelliaceae — Мезофеллиевые
      - Семейство Phallogastraceae — Фаллогастровые
      - Семейство Trappeaceae — Траппеевые

    - Порядок Phallales — Весёлковые, или Фаллюсовые
      - Семейство Claustulaceae — Клаустуловые
      - Семейство Phallaceae — Весёлковые, или Фаллюсовые

    - Порядок Polyporales — Полипоровые, или Трутовиковые
      - Семейство Cystostereaceae — Цистостереовые
      - Семейство Fomitopsidaceae — Фомитопсидовые
      - Семейство Ganodermataceae — Ганодермовые
      - Семейство Grammotheleaceae — Граммотелеевые
      - Семейство Limnoperdaceae — Лимнопердовые
      - Семейство Meripilaceae — Мерипиловые
      - Семейство Meruliaceae — Мерулиевые
      - Семейство Phanerochaetaceae — Фанерохетовые
      - Семейство Polyporaceae — Полипоровые, или Трутовиковые
      - Семейство Sparassidaceae — Спарассовые
      - Семейство Tubulicrinaceae
      - Семейство Xenasmataceae — Ксенасмовые

    - Порядок Russulales — Руссуловые, или Сыроежковые
      - Семейство Albatrellaceae — Альбатрелловые
      - Семейство Amylostereaceae — Амилостереовые
      - Семейство Auriscalpiaceae — Аурискальпиевые
      - Семейство Bondarzewiaceae — Бондарцевиевые
      - Семейство Echinodontiaceae — Эхинодонтиевые
      - Семейство Hericiaceae — Герициевые
      - Семейство Hybogasteraceae — Гибогастеровые
      - Семейство Lachnocladiaceae — Лахнокладиевые
      - Семейство Peniophoraceae — Пениофоровые
      - Семейство Russulaceae — Руссуловые, или Сыроежковые
      - Семейство Stephanosporaceae — Стефаноспоровые
      - Семейство Stereaceae — Стереовые

    - Порядок Sebacinales — Себациновые
      - Семейство Sebacinaceae

    - Порядок Thelephorales — Телефоровые
      - Семейство Bankeraceae — Банкеровые
      - Семейство Thelephoraceae — Телефоровые

    - Порядок Trechisporales — Трехиспоровые
      - Семейство Hydnodontaceae — Гиднодонтовые

#### КлассыAgaricostilbomycetes—Entorrhizomycetes
- - Класс Agaricostilbomycetes — Агарикостильбомицеты
    - Порядок Agaricostilbales — Агарикостильбовые
      - Семейство Agaricostilbaceae
      - Семейство Chionosphaeraceae — Хионосферовые
      - Семейство Kondoaceae — Кондовые

    - Порядок Spiculogloeales — Спикулоглеевые

  - Класс Atractiellomycetes — Атрактиелломицеты
    - Порядок Atractiellales — Атрактиелловые
      - Семейство Atractogloeaceae — Атрактоглеевые
      - Семейство Mycogelidiaceae — Микогелидиевые
      - Семейство Phleogenaceae — Флеогеновые

  - Класс Classiculomycetes — Классикуломицеты
    - Порядок Classiculales — Классикуловые
      - Семейство Classiculaceae

  - Класс Cryptomycocolacomycetes — Криптомикоколакомицеты
    - Порядок Cryptomycocolacales — Криптомикоколаковые
      - Семейство Cryptomycocolacaceae

  - Класс Cystobasidiomycetes — Цистобазидиомицеты
    - Порядок Cystobasidiales — Цистобазидиевые
      - Семейство Cystobasidiaceae

    - Порядок Erythrobasidiales — Эритробазидиевые
    - Порядок Naohideales

  - Класс Dacrymycetes — Дакримицеты
    - Порядок Dacrymycetales — Дакримицетовые
      - Семейство Dacrymycetaceae — Дакримицетовые

  - Класс Entorrhizomycetes — Энторизомицеты
    - Порядок Entorrhizales — Энторизовые
      - Семейство Entorrhizaceae

#### КлассыExobasidiomycetes—Pucciniomycetes
- - Класс Exobasidiomycetes — Экзобазидиомицеты
    - Порядок Ceraceosorales — Церацеосоровые
    - Порядок Doassansiales — Доассаниевые
      - Семейство Doassansiaceae
      - Семейство Melaniellaceae — Меланиелловые
      - Семейство Rhamphosporaceae — Рамфоспоровые

    - Порядок Entylomatales — Энтиломовые
      - Семейство Entylomataceae

    - Порядок Exobasidiales — Экзобазидиальные
      - Семейство Brachybasidiaceae — Брахибазидиевые
      - Семейство Cryptobasidiaceae — Криптобазидиевые
      - Семейство Exobasidiaceae — Экзобазидиевые
      - Семейство Graphiolaceae — Графиоловые

    - Порядок Georgefischeriales
      - Семейство Eballistraceae — Эбаллистровые
      - Семейство Georgefischeriaceae
      - Семейство Gjaerumiaceae — Йерумиевые
      - Семейство Tilletiariaceae — Тиллециариевые

    - Порядок Microstromatales — Микростромовые
      - Семейство Microstromataceae
      - Семейство Quambalariaceae — Камбалариевые
      - Семейство Volvocisporiaceae — Вольвоциспориевые

    - Порядок Tilletiales — Тиллециевые
      - Семейство Tilletiaceae

  - Класс Microbotryomycetes — Микроботриомицеты
    - Порядок Heterogastridiales — Гетерогастридиевые
      - Семейство Heterogastridiaceae

    - Порядок Leucosporidiales — Лейкоспоридиевые
      - Семейство Leucosporidiaceae

    - Порядок Microbotryales — Микроботриевые
      - Семейство Microbotryaceae
      - Семейство Ustilentylomataceae — Устилентиломовые

    - Порядок Sporidiobolales — Споридиоболовые
      - Семейство Sporidiobolaceae

  - Класс Mixiomycetes — Миксиомицеты
    - Порядок Mixiales — Миксиевые
      - Семейство Mixiaceae

  - Класс Pucciniomycetes — Пукциниомицеты
    - Порядок Helicobasidiales — Геликобазидиевые
      - Семейство Helicobasidiaceae

    - Порядок Pachnocybales — Пахноцибовые
      - Семейство Pachnocybaceae

    - Порядок Platygloeales — Платиглеевые
      - Семейство Eocronartiaceae — Эокронарциевые
      - Семейство Platygloeaceae
      - Семейство Saccoblastiaceae — Саккобластиевые

    - Порядок Pucciniales — Пукциниевые, или Ржавчинные грибы
      - Семейство Chaconiaceae — Хакониевые
      - Семейство Coleosporiaceae — Кониоспориевые
      - Семейство Cronartiaceae — Кронарциевые
      - Семейство Melampsoraceae — Мелампсоровые
      - Семейство Mikronegeriaceae — Микронегериевые
      - Семейство Phakopsoraceae — Факоспоровые
      - Семейство Phragmidiaceae — Фрагмидиевые
      - Семейство Pileolariaceae — Пилеолариевые
      - Семейство Pucciniaceae — Пукциниевые
      - Семейство Pucciniastraceae — Пукциниастровые
      - Семейство Pucciniosiraceae — Пукциниосировые
      - Семейство Raveneliaceae — Равенелиевые
      - Семейство Uncolaceae — Унколовые
      - Семейство Uropyxidaceae — Уропиксидовые

    - Порядок Septobasidiales — Септобазидиевые
      - Семейство Septobasidiaceae

#### Классы Tremellomycetes — Wallemiomycetes
- - Класс Tremellomycetes — Тремелломицеты
    - Порядок Cystofilobasidiales — Цистофилобазидиевые
      - Семейство Cystofilobasidiaceae

    - Порядок Filobasidiales — Филобазидиевые
      - Семейство Filobasidiaceae

    - Порядок Tremellales — Тремелловые, или Дрожалковые
      - Семейство Carcinomycetaceae — Карциномицетовые
      - Семейство Cuniculitremaceae — Куникулитремовые
      - Семейство Hyaloriaceae — Гиалориевые
      - Семейство Phragmoxenidiaceae — Фрагмоксенидиевые
      - Семейство Rhynchogastremataceae — Ринхогастремовые
      - Семейство Sirobasidiaceae — Сиробазидиевые
      - Семейство Tetragoniomycetaceae — Тетрагониомицетовые
      - Семейство Tremellaceae — Тремелловые, или Дрожалковые
      - Семейство Trichosporonaceae — Трихоспороновые

  - Класс Ustilaginomycetes — Устилягиномицеты
    - Порядок Urocystidiales — Уроцистидиевые
      - Семейство Doassansiopsidaceae — Доассаниопсидовые
      - Семейство Glomosporiaceae — Гломоспориевые
      - Семейство Mycosyringaceae — Микосиринговые
      - Семейство Urocystidaceae — Уроцистидовые

    - Порядок Ustilaginales — Головнёвые
      - Семейство Anthracoideaceae — Антракоидные
      - Семейство Cintractiellaceae — Цинтрактиелловые
      - Семейство Clintamraceae — Клинтамровые
      - Семейство Geminaginaceae
      - Семейство Melanotaeniaceae — Меланотениевые
      - Семейство Uleiellaceae — Улейелловые
      - Семейство Ustilaginaceae — Устилаговые
      - Семейство Websdaneaceae

  - Класс Wallemiomycetes — Валлемиомицеты
    - Порядок Wallemiales — Валлемиевые
      - Семейство Wallemiaceae

#### Порядки базидиомицетов, не отнесённые к классам
- -     - Malasseziales

### ОтделBlastocladiomycota
- Отдел Blastocladiomycota — Бластокладиомикота
  - Класс Blastocladiomycetes — Бластокладиомицеты
    - Порядок Blastocladiales — Бластокладиевые
      - Семейство Blastocladiaceae
      - Семейство Catenariaceae — Катенариевые
      - Семейство Coelomomycetaceae — Целомомицетовые
      - Семейство Physodermataceae — Физодермовые
      - Семейство Sorochytriaceae — Сорохитриевые

### ОтделChytridiomycota
- Отдел Chytridiomycota — Хитридиомикота
  - Класс Chytridiomycetes — Хитридиомицеты
    - Порядок Chytridiales — Хитридиевые
      - Семейство Chytridiaceae
      - Семейство Cladochytriaceae — Кладохитриевые
      - Семейство Endochytriaceae — Эндохитриевые
      - Семейство Synchytriaceae — Синхитриевые

    - Порядок Rhizophlyctidales — Ризофликтидовые
      - Семейство Rhizophlyctidaceae

    - Порядок Rhizophydiales — Ризофидиевые
      - Семейство Aquamycetaceae — Аквамицетовые
      - Семейство Globomycetaceae — Глобомицетовые
      - Семейство Kappamycetaceae — Каппамицетовые
      - Семейство Rhizophydiaceae
      - Семейство Terramycetaceae — Террамицетовые

    - Порядок Spizellomycetales
      - Семейство Caulochytriaceae — Каулохитриевые
      - Семейство Spizellomycetaceae

    - Семейства класса Chytridiomycetes, не отнесённые к порядкам:
      - Olpidiaceae — Ольпидиевые

  - Класс Monoblepharidomycetes — Моноблефаридомицеты
    - Порядок Monoblepharidales — Моноблефаридовые
      - Семейство Gonapodyaceae — Гонаподиевые
      - Семейство Harpochytriaceae — Гарпохитриевые
      - Семейство Monoblepharidaceae
      - Семейство Oedogoniomycetaceae — Эдогониомицетовые

### ОтделыGlomeromycota,Microspora,Neocallimastigomycota
- Отдел Glomeromycota — Гломеромикота — бывш. порядок класса Zygomycetes
  - Класс Glomeromycetes — Гломеромицеты[6]
    - Порядок Archaeosporales — Археоспоровые
      - Семейство Ambisporaceae — Амбиспоровые
      - Семейство Archaeosporaceae
      - Семейство Geosiphonaceae — Геосифоновые

    - Порядок Diversisporales — Диверсиспоровые
      - Семейство Acaulosporaceae — Акаулоспоровые
      - Семейство Diversisporaceae
      - Семейство Gigasporaceae — Гигаспоровые
      - Семейство Pacisporaceae — Пациспоровые

    - Порядок Glomerales — Гломовые
      - Семейство Glomeraceae

    - Порядок Paraglomerales — Парагломовые
      - Семейство Paraglomeraceae

- Отдел Microspora — Микроспоридии[6]
  - Класс Microsporea
    - Порядок Chytridiopsida
      - Семейство Chytridiopsidae

    - Порядок Microsporida
      - Семейство Enterocytozoonidae
      - Семейство Glugeidae
      - Семейство Nosematidae
      - Семейство Pleistophoridae
      - Семейство Thelohaniidae

- Отдел Neocallimastigomycota — Неокаллимастигомикота — бывш. порядок класса Chytridiomycota
  - Класс Neocallimastigomycetes — Неокаллимастигомицеты
    - Порядок Neocallimastigales — Неокаллимастиговые
      - Семейство Neocallimastigaceae

### ОтделZygomycota
- Отдел Zygomycota — Зигомикота
  - Классы не определены
    - Порядок Asellariales — Аселлариевые
      - Семейство Asellariaceae

    - Порядок Basidiobolales — Базидиоболовые
      - Семейство Basidiobolaceae

    - Порядок Dimargaritales — Димаргаритовые[6]
      - Семейство Dimargaritaceae

    - Порядок Endogonales — Эндогоновые
      - Семейство Endogonaceae

    - Порядок Entomophthorales — Энтомофторовые
      - Семейство Ancylistaceae — Анциллистовые
      - Семейство Completoriaceae — Комплеториевые
      - Семейство Entomophthoraceae — Энтомофторовые
      - Семейство Meristacraceae — Меристакровые
      - Семейство Neozygitaceae — Неозигитовые

    - Порядок Harpellales — Харпелловые
      - Семейство Harpellaceae
      - Семейство Legeriomycetaceae — Легериомицетовые

    - Порядок Kickxellales — Кикселловые[6]
      - Семейство Kickxellaceae

    - Порядок Mortierellales
      - Семейство Mortierellaceae

    - Порядок Mucorales — Мукоровые
      - Семейство Choanephoraceae — Хоанефоровые
      - Семейство Cunninghamellaceae — Куннингамелловые
      - Семейство Mucoraceae — Мукоровые
      - Семейство Mycotyphaceae — Микотифовые
      - Семейство Phycomycetaceae — Фикомицетовые
      - Семейство Pilobolaceae — Пилоболовые
      - Семейство Radiomycetaceae — Радиомицетовые
      - Семейство Syncephalastraceae — Синцефаластровые
      - Семейство Umbelopsidaceae — Умбеллопсидовые

    - Порядок Zoopagales — Зоопаговые
      - Семейство Cochlonemataceae — Кохлонемовые
      - Семейство Helicocephalidaceae — Геликоцефалисовые
      - Семейство Piptocephalidaceae — Пиптоцефалисовые[6]
      - Семейство Sigmoideomycetaceae — Сигмоидеомицетовые
      - Семейство Zoopagaceae

## ЦарствоProtozoa
- Отдел (тип) Choanozoa — порядки, перенесённые из Zygomycota (бывш. в классе Trichomycetes)
  - Класс Mesomycetozoea
    - Порядок Amoebidiales — Амебидовые
      - Семейство Amoebidiaceae

    - Порядок Eccrinales — Эккриновые
      - Семейство Eccrinaceae
      - Семейство Palavasciaceae
      - Семейство Parataeniellaceae
- Отдел (тип) Cercozoa — Церкозоа[6]
  - Класс Phytomyxea
    - Порядок Plasmodiophorida — Плазмодиофоровые [syn.  Plasmodiophoromycota][6]
      - Семейство Endemosarcaceae
      - Семейство Plasmodiophoraceae — Плазмодиофоровые
- Отдел (тип) Labyrinthista
  - Класс Labyrinthulea
    - Порядок Dassellarina
      - Семейство Eucyrtidiidae
      - Семейство Stethopiliidae

    - Порядок Phaeodaria
      - Семейство Aulacanthidae

    - Порядок Piroplasmida
      - Семейство Heterophyridae
      - Семейство Raphidiophyidae
- Отдел (тип) Mycetozoa [syn.  Myxomycota — Миксомицеты][14]
  - Класс Acrasiomycetes — Акразиевые
    - Порядок Acrasiales — Акразиевые
      - Семейство Acrasiaceae

  - Класс Dictyosteliomycetes — Диктиостелиевые [syn.  Dictyosteliomycota — отдел Диктиостелиевые]
    - Порядок Dictyosteliales — Диктиостелиевые
      - Семейство Acytosteliaceae — Ацитостелиевые
      - Семейство Dictyosteliaceae — Диктиостелиевые

  - Класс Myxomycetes — Миксомицеты, или собственно слизевики [syn.  Myxogasteromycetes — Миксогастровые]
    - Порядок Echinosteliales — Эхиностелиевые
      - Семейство Clastodermataceae — Кластодермовые
      - Семейство Echinosteliaceae

    - Порядок Liceales — Лицеевые
      - Семейство Cribrariaceae — Крибрариевые
      - Семейство Dictydiaethaliaceae — Диктидиэталиевые
      - Семейство Liceaceae — Лицеевые
      - Семейство Listerellaceae — Листерелловые
      - Семейство Tubiferaceae — Тубиферовые

    - Порядок Physarales — Физаровые
      - Семейство Didyamiaceae — Дидиамиевые
      - Семейство Didymiaceae — Дидимиевые
      - Семейство Elaeomyxaceae — Элеомиксовые
      - Семейство Physaraceae — Физаровые

    - Порядок Stemonitales — Стемонитовые
      - Семейство Stemonitidacea
      - Семейство Stemonitidaceae — Стемонитовые

    - Порядок Trichiales — Трихиевые
      - Семейство Arcyriaceae — Арцириевые
      - Семейство Dianemataceae — Дианемовые
      - Семейство Trichiaceae — Трихиевые

  - Класс Protosteliomycetes — Протостелиевые
    - Порядок Protosteliales — Протостелиевые
      - Семейство Cavosteliaceae — Кавостелиевые
      - Семейство Ceratiomyxaceae — Цератомиксовые
      - Семейство Echinosteliopsidaceae — Эхиностелиопсидовые
      - Семейство Protosteliaceae — Протостелиевые